# Рейзър
Рейзър (стилизиран като R Λ Z Ξ R ), е сингапурско-щатска мултинационална технологична компания, която проектира, разработва и продава потребителска електроника, финансови услуги и хардуер за игри. Основана от Мин-Лианг Тан и Робърт Кракоф, тя има двойна централа в първа северна част, Сингапур и Ървайн, Калифорния, САЩ.

## История
Рейзър започва като базирано в Сан Диего, Калифорния, дъщерно дружество на kärna LLC през 1998 г., създадено за разработване и предлагане на пазара за компютърни мишки за игри от висок клас, Boomslang, насочена към компютърни геймъри. Kärna преустановява дейността си през 2000 г. поради финансови проблеми. Настоящите повторения на Razer е основана през 2005 г. от Мин-Лианг Тан, възпитаник на сингапурския NUS  и Робърт Кракоф, след като те придобиват правата върху марката Рейзър след голяма инвестиция от хонконгския магнат Ли Ка-шинг и сингапурския холди Temasek Holdings.
Рейзър купува софтуерните активи на базираната на Android микроконзола Оуя от компанията-майка Оуя Inc. на 27 юли 2015 г., докато хардуерът е преустановен. Техническият екип на Оуя се присъединява към екипа на Рейзър в разработването на собствена микроконзола, наречена Forge TV. Това също е прекратено за по-малко от година.
През октомври 2016 г. Рейзър закупува THX от Creative Technology според изпълнителния директор на THX Тай Ахмад-Тейлър.
През януари 2017 г. Рейзър купува производителя Nextbit и стартира производството на смартфона Robin.  Малко след това през ноември Рейзър представя телефон Рейзър, първия си смартфон, чийто дизайн е базиран на този на Robin.
През юли 2017 г. Рейзър подава документи за публично предлагане чрез IPO в Хонконг. През октомври е потвърдено, че Рейзър планира да предложи 1,063,600,000 акции в диапазон от 0,38 – 0,51 щ.д. На 14 ноември Рейзър е официално регистриран на фондовата борса в Хонг Конг под борсов код 1337, препратка към leet speak, често използвана от геймърите. IPO на Рейзър затваря с 18% нагоре в първия ден на търговията и това е 2-рото най-успешно IPO за 2017 г. в Хонконг.
През април 2018 г. Рейзър обявява, че планира да придобие напълно платформата за електроннит плащания MOL за около 61 милиона щатски долара. През юли фирма стъпва в Малайзия, като пуска услуга за електронен портфейл, наречена Рейзър Пей. Те също така обявяват Рейзър Phone 2 през октомври.
В началото 2019 г. Рейзър съобщава, че затваря своя Razer Game Store като част от плановете на компанията за преструктуриране.
На 21 май 2019 г. Рейзър публикува изявление, в което обявява, че онлайн акаунтите и услугите на Оуя ще бъдат прекратени на 25 юни 2019 г. Според корпорацията повечето приложения ще станат неизползваеми на платформата, като много от тях разчитат на потребителските акаунти да работят. Рейзър предполага, че потребителите могат да прехвърлят покупки към други платформи на магазини като Google Play, ако разработчиците и издателите се съгласят с това.
През октомври 2020 г. Рейзър обявява, че пуска нова виртуална предплатена дебитна карта, започвайки от Сингапур през януари 2021 г.
През 2021 г. Рейзър съобщава за спирането на електронния портфейл Razer Pay (бета) в Малайзия и Сингапур.
През февруари 2021 г. главният изпълнителен директор Тан Мин-Лианг обявява, че Рейзър ще премести централата си в Сингапур в много по-голяма сграда, която ще отвори врати през второто тримесечие на 2021 г. Razer планира да наеме до 1000 позиции за новата централа. Централният офис е официално открит на 26 октомври 2021 г., който е оглавен от вицепремиера на Сингапур Хенг Суи Кийт на церемонията. Сградата се състои също от „RazerStore“ и „RazerCafe“.

## Продукти
Продуктите на Рейзър обикновено са насочени към геймърите и включват лаптопи за игри, игрални таблети и периферни устройства за компютър, като мишки, аудио устройства, клавиатури, подложки за мишки и игрови подложки. Рейзър също така пусна VOIP софтуер, наречен Razer Comms. Игралната мишка Razer DeathAdder е най-популярният продукт на компанията по брой продажби. Мишки Рейзър се използват от около 5% от професионалните геймъри.  Повечето продукти на Рейзър са кръстени на хищни или отровни животни, вариращи от змии (компютърните мишки), насекоми (подложки за компютърните мишки), паякообразни (клавиатури), морски създания (аудио) и котки (периферни устройства на конзолата). Изключение от това са лаптопите Razer Blade и Razer Edge, които вместо това са кръстени на блейд предмети. Рейзър обяви първия си смартфон за игри, Razer Phone, през ноември 2017 г., което отбеляза първите стъпки на компанията в бизнеса със смартфони.
През януари 2021 г. Рейзър пусна гама от висококачествени дизайнерски маски като част от инициативата на компанията Project Hazel, в ход да насърчи повече хора да носят маски поради пандемията COVID-19. Маската е проектирана да позволява четене по устните и виждане на знаци на лицето, когато хората говорят, с LED светлини, които осветяват лицето на потребителя в тъмна среда. Същата година той навлезе и на пазара на игрални столове с Iskur, вътрешно проектиран стол за игри.